# Acacia podalyriifolia
Espèce
Classification phylogénétique
Acacia podalyriifolia est une espèce de plantes à fleurs du genre Acacia et de la famille des Mimosaceae. C'est un arbuste originaire d'Australie et de Malaisie.
On le trouve aussi en Afrique, en Asie, en Inde et en Amérique du Sud.

## Description
Acacia podalyriifolia est un arbuste vivace à croissance rapide largement cultivé. Il atteint environ cinq mètres de haut sur autant de large. Il n'est pas épineux et son feuillage vert-gris-bleuté ainsi que sa belle floraison jaune, ressemblant à celle du mimosa des fleuristes, font qu'il est souvent planté à des fins ornementales, notamment dans les jardins.

### Appareil végétatif
C'est un arbuste de port érigé puis légèrement retombant. L'écorce est grise et lisse. Les feuilles sont persistantes, légèrement duveteuses, bleutées à reflets argentés.

### Appareil reproducteur
Les fleurs sont jaunes, de la même couleur que les phyllodes. Les fruits sont de larges gousses plates, ondulées et pubescentes, contenant de trois à quatre graines. La floraison a lieu entre novembre et janvier.

## Répartition
Originaire d'Australie au sud-est du Queensland et Nouvelle-Galles du Sud, l'espèce est naturalisée en Afrique et Asie, voire envahissante.

## Galerie

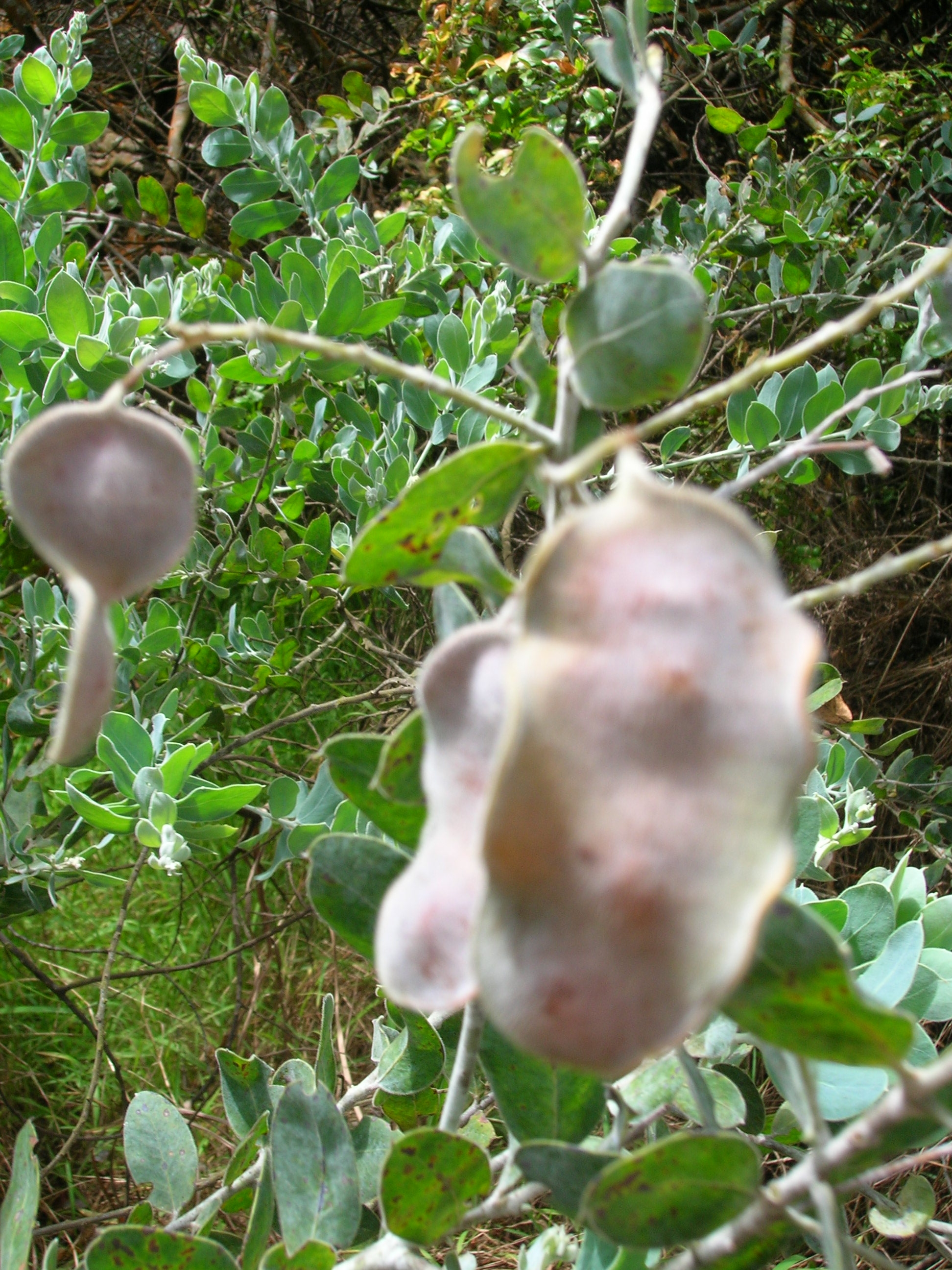
Fruits.
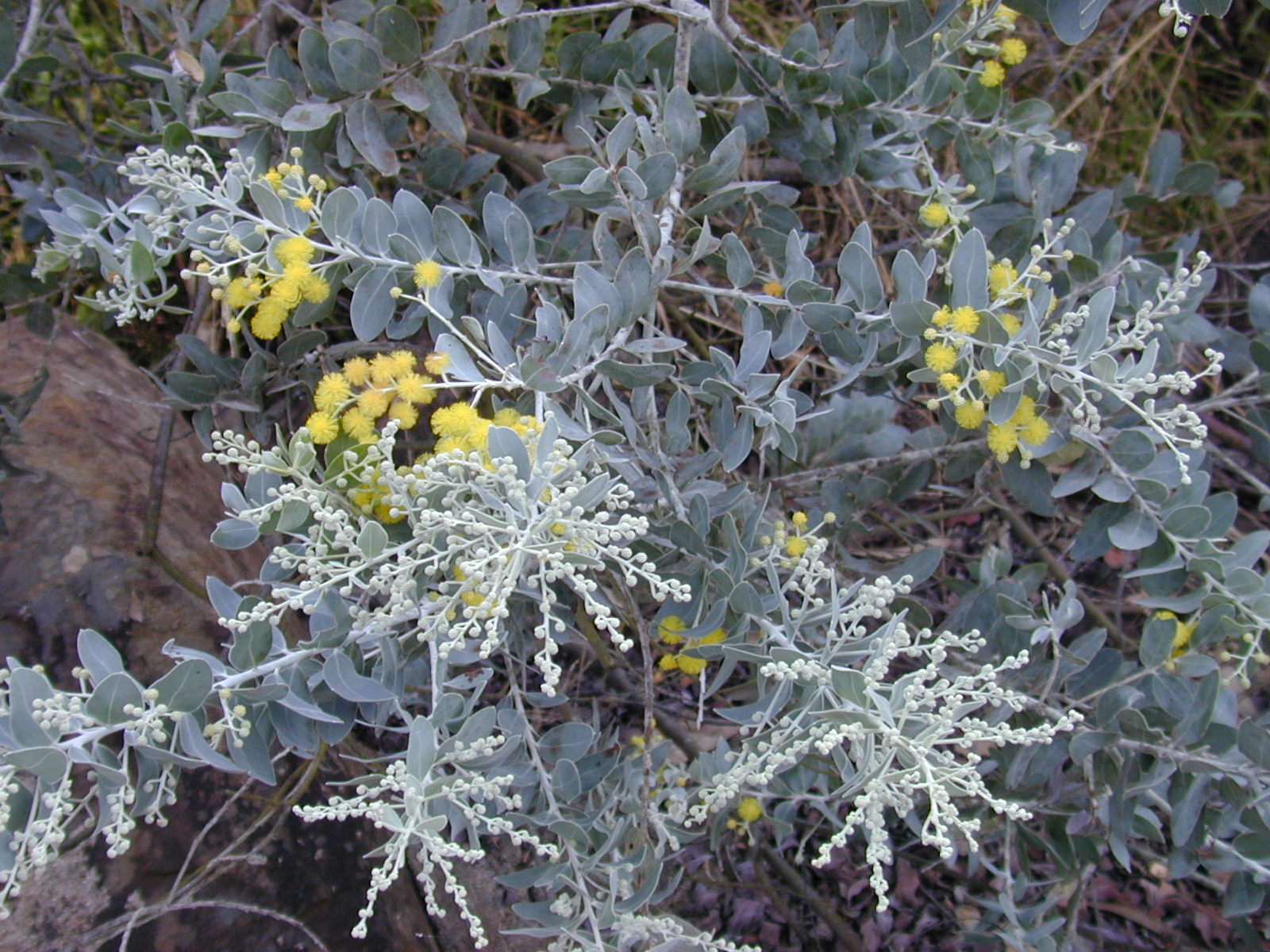
Feuilles.
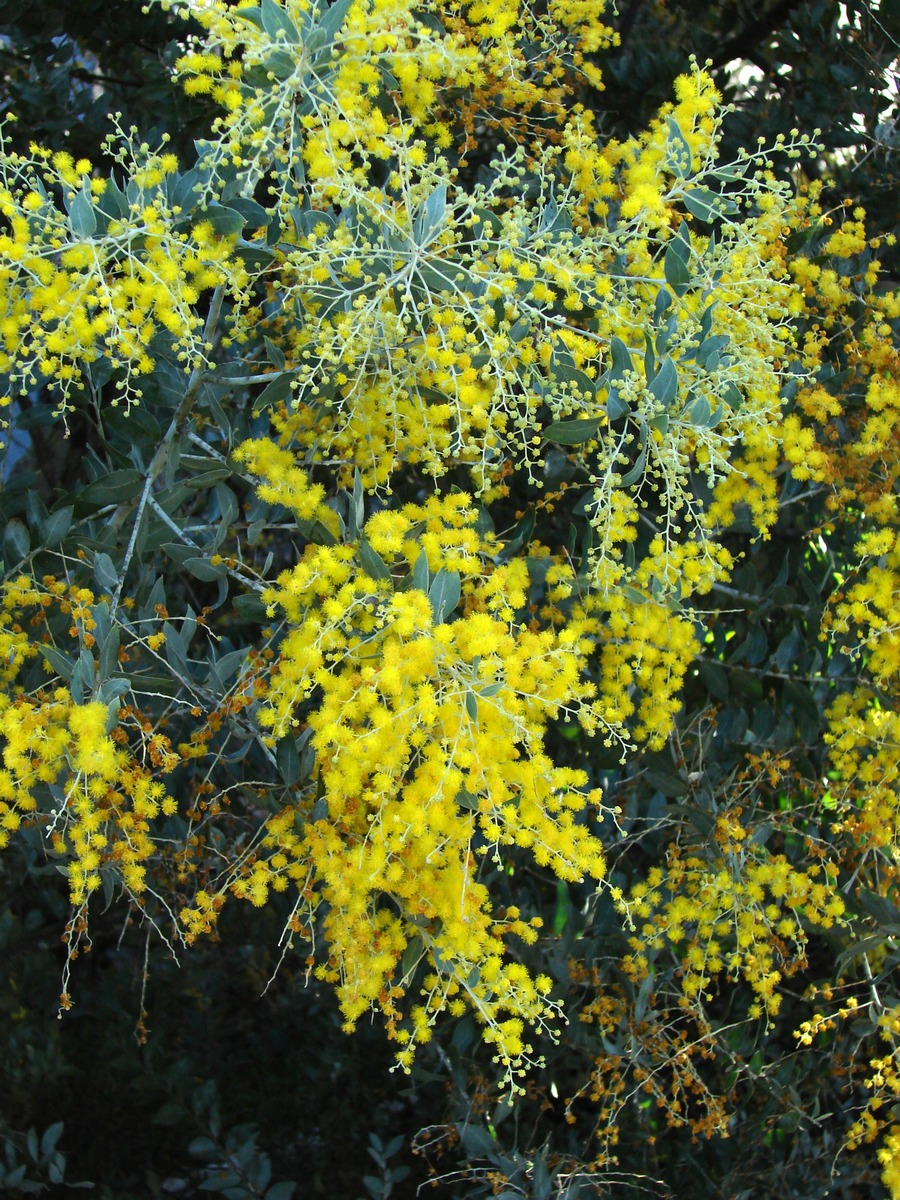
Acacia podalyriifolia.
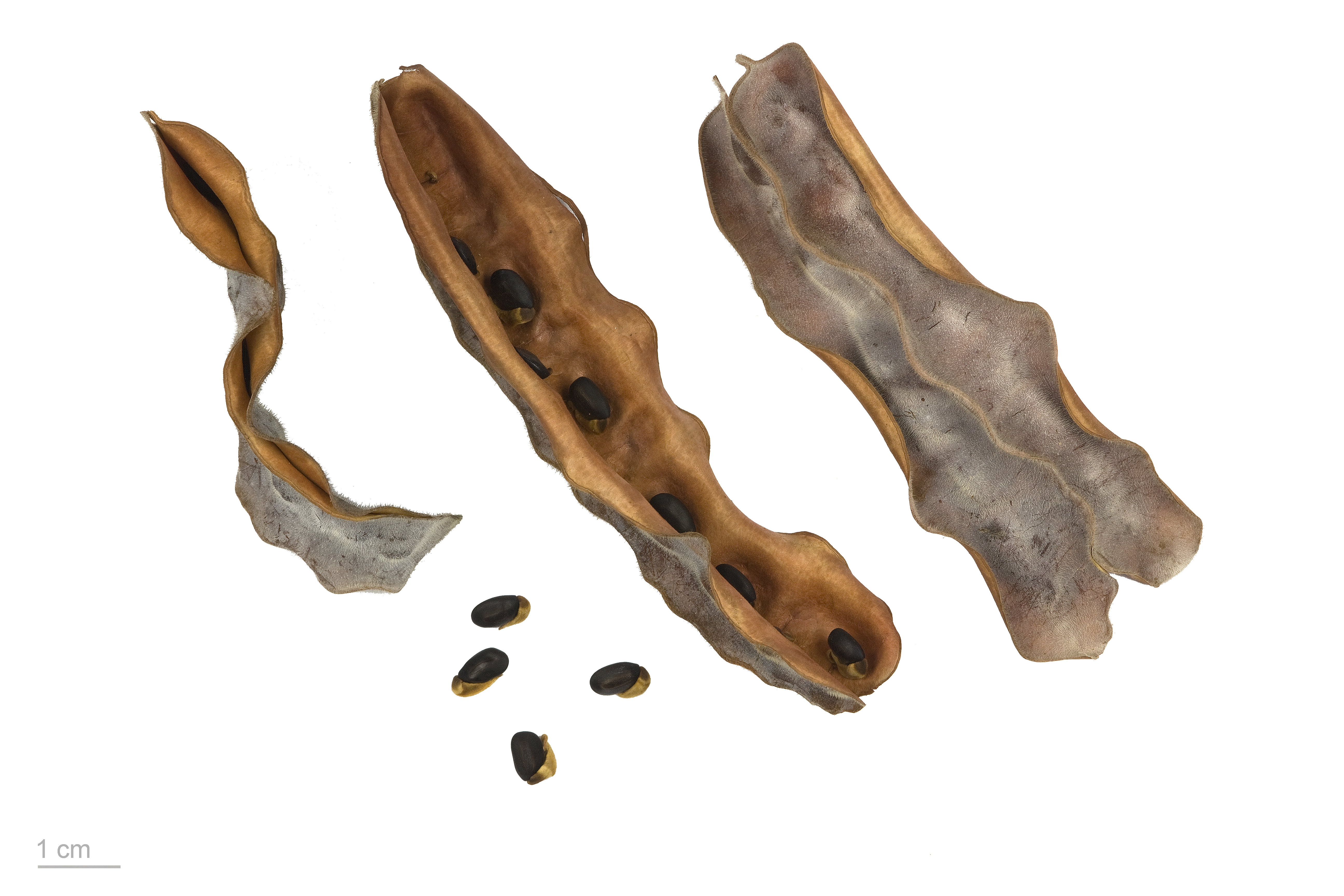
Acacia podalyriifolia au Muséum de Toulouse.